# Saint-Contest
Pour les articles homonymes, voir Contest (saint).
Saint-Contest [sɛ̃ kɔ̃tɛ] est une commune française, située dans le département du Calvados en région Normandie, peuplée de 2 459 habitants.

## Géographie
Saint-Contest est une commune limitrophe au nord-ouest de Caen. La commune fait partie de la communauté urbaine de Caen la Mer.
Avec une altitude qui oscille entre 54 et 77 mètres, Saint-Contest se trouve dans la plaine de Caen, une terre vouée principalement à l'agriculture (essentiellement céréalière). La plaine est aussi marquée par un fort étalement urbain depuis le pôle urbain de Caen.
La commune inclut plusieurs hameaux :
- le Bourg (où se trouvent la plupart des équipements communaux (mairie, école, garderie) ainsi que l'église) ;
- Buron (ce hameau est réparti sur trois communes : Saint-Contest, Cairon et Rosel) ;
- Mâlon ;
- Galmanche ;
- Bitot ;
- La Folie (côté nord de la rue de la Folie, extension du quartier de Caen La Folie-Couvrechef sur le territoire de Saint-Contest ; l'école d'équitation de Caen y est implantée).

Les parcs tertiaires (Parc Athéna et de l'Espace Entreprise) de Saint-Contest sont le prolongement de celui de Caen (Parc Unicité). En 2006 la commune totalisait 814 emplois répartis sur 190 établissements.

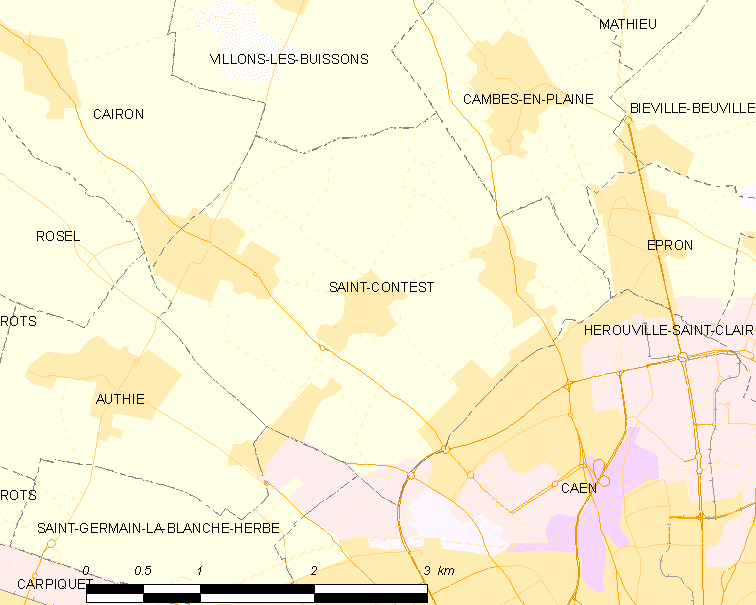
Carte de la commune.

| Cairon                         | Villons-les-Buissons | Cambes-en-Plaine        |
| Authie                         | Saint-Contest        | Cambes-en-Plaine, Épron |
| Saint-Germain-la-Blanche-Herbe | Caen                 | Épron                   |

### Hydrographie
La commune est située dans le bassin Seine-Normandie. Elle n'est drainée par aucun cours d'eau,.

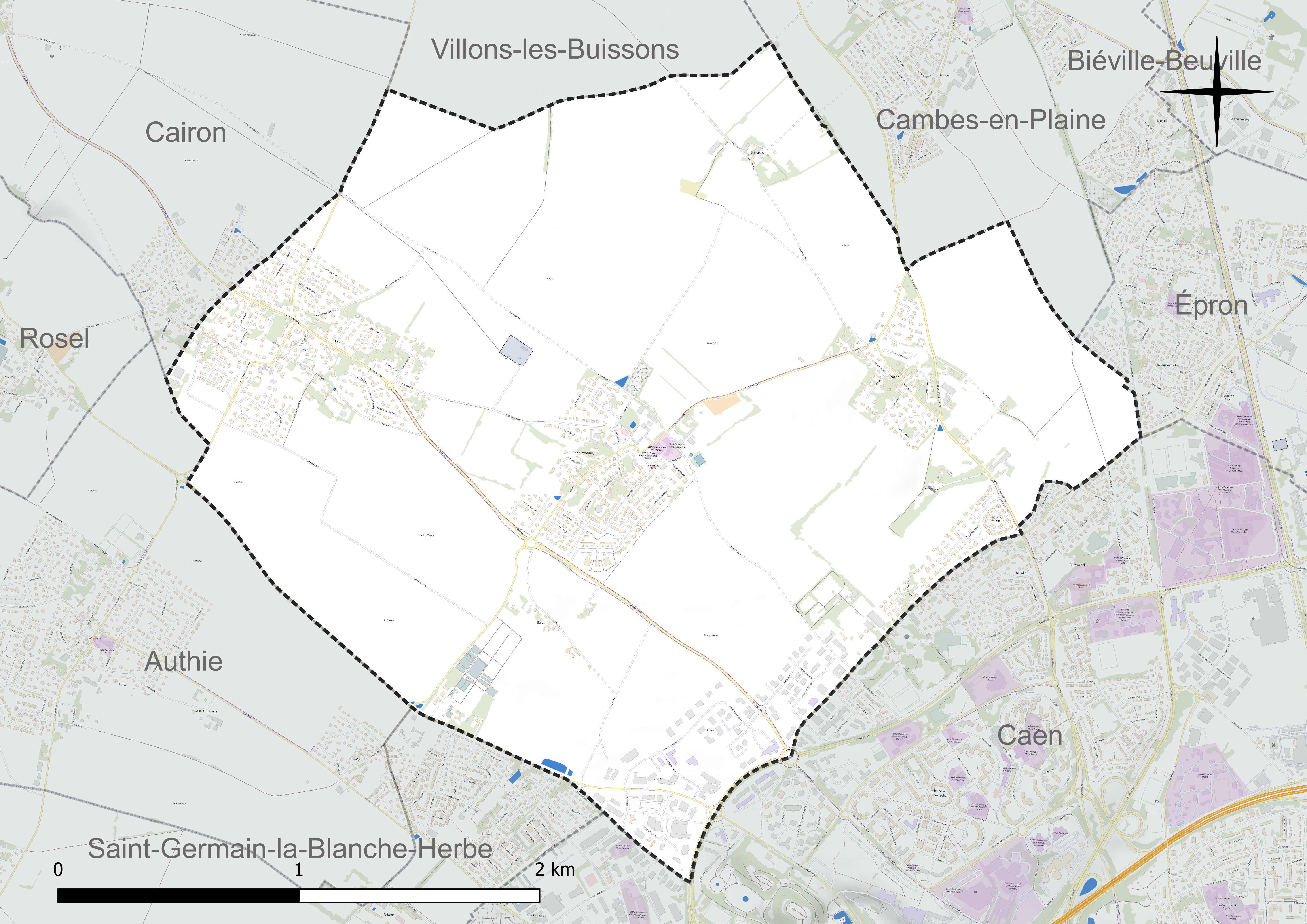
Réseau hydrographique de Saint-Contest.

### Climat
Pour des articles plus généraux, voir Climat de la Normandie et Climat du Calvados.
En 2010, le climat de la commune est de type climat océanique franc, selon une étude du CNRS s'appuyant sur une série de données couvrant la période 1971-2000. En 2020, Météo-France publie une typologie des climats de la France métropolitaine dans laquelle la commune est exposée à un climat océanique et est dans la région climatique  Normandie (Cotentin, Orne), caractérisée par une pluviométrie relativement élevée (850 mm/a) et un été frais (15,5 °C) et venté. Parallèlement le GIEC normand, un groupe régional d'experts sur le climat, différencie quant à lui, dans une étude de 2020, trois grands types de climats pour la région Normandie, nuancés à une échelle plus fine par les facteurs géographiques locaux. La commune est, selon ce zonage, exposée à un « climat des plateaux abrités », correspondant à la plaine agricole de Caen à Falaise, sous le vent des collines de Normandie et proche de la mer, se caractérisant par une pluviométrie et des contraintes thermiques modérées.
Pour la période 1971-2000, la température annuelle moyenne est de 10,7 °C, avec une amplitude thermique annuelle de 12 °C. Le cumul annuel moyen de précipitations est de 663 mm, avec 11,8 jours de précipitations en janvier et 7,2 jours en juillet. Pour la période 1991-2020, la température moyenne annuelle observée sur la station météorologique la plus proche, située sur la commune de Carpiquet à 4 km à vol d'oiseau, est de 11,5 °C et le cumul annuel moyen de précipitations est de 740,3 mm,. Pour l'avenir, les paramètres climatiques de la commune estimés pour 2050 selon différents scénarios d'émission de gaz à effet de serre sont consultables sur un site dédié publié par Météo-France en novembre 2022.

## Urbanisme

### Typologie
Au 1er janvier 2024, Saint-Contest est catégorisée ceinture urbaine, selon la nouvelle grille communale de densité à 7 niveaux définie par l'Insee en 2022.
Elle est située hors unité urbaine. Par ailleurs la commune fait partie de l'aire d'attraction de Caen, dont elle est une commune de la couronne,. Cette aire, qui regroupe 296 communes, est catégorisée dans les aires de 200 000 à moins de 700 000 habitants,.

### Occupation des sols
L'occupation des sols de la commune, telle qu'elle ressort de la base de données européenne d'occupation biophysique des sols Corine Land Cover (CLC), est marquée par l'importance des territoires agricoles (74,7 % en 2018), en diminution par rapport à 1990 (83,7 %).
La répartition détaillée en 2018 est la suivante : terres arables (74,7 %), zones urbanisées (21,6 %), zones industrielles ou commerciales et réseaux de communication (3,6 %).
L'évolution de l'occupation des sols de la commune et de ses infrastructures peut être observée sur les différentes représentations cartographiques du territoire : la carte de Cassini (XVIIIe siècle), la carte d'état-major (1820-1866) et les cartes ou photos aériennes de l'IGN pour la période actuelle (1950 à aujourd'hui).

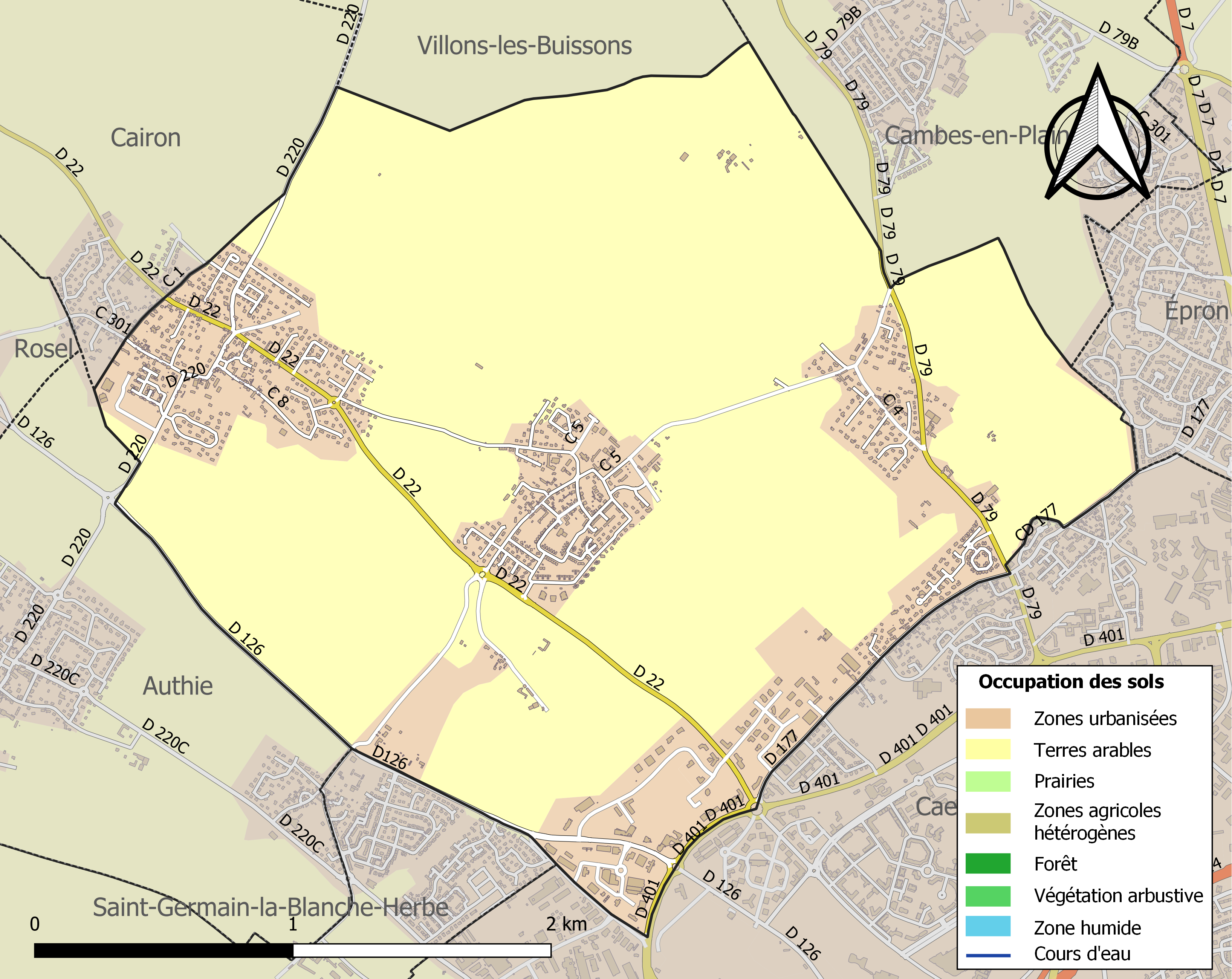
Carte des infrastructures et de l'occupation des sols de la commune en 2018 (CLC).

## Toponymie
L'hagiotoponyme de la localité est attesté sous la forme de Sancto Contesto entre 1035 et 1037, Sanctus Contestus en 1169 (charte de Saint-Étienne de Caen), Sanctus Contestus de Asteia en 1198 (cartulaire d'Ardenne), ecclesia Sancti Contesti de Astie en 1231, parochia de Ouvetot de Saint Contest en 1247 (charte de Barbery, n° 31), Saint Contez en 1723.
Saint Contest fut évêque de Bayeux entre 480 et 513.
Asteia / Astie se réfère à Authie, paroisse voisine dont Saint-Contest a pu être un démembrement.
Ouvetot est un hameau de la commune mentionné sous les formes cultura de Huivetot (sans date), Hovetot vers 1220, Ouvetot en 1247, Houvetot en 1382. Il s'agit d'une formation toponymique scandinave en -tot au sens d'« établissement rural, propriété rurale, ferme » dont le premier élément Ouve- représente l'anthroponyme scandinave Ulfr, fréquemment attesté en Normandie, notamment dans les Ouville, dont Ouville-la-Bien-Tournée (Calvados, Ulvilla, Olvilla 1121 - 1128) et le patronyme régional Ouf.
À noter qu'il existe un nom de personne vieux norois Hófi / Hofi (vieux danois Hovi).
Le gentilé est Saint-Contestois.

## Histoire

### Préhistoire
Le site du Clos de Bitot, fouillé par le musée de Normandie en 1984, est occupé de la fin du deuxième Âge du fer (la Tène III, 120-51 av. J.-C.) au milieu du Ile s. de notre ère. Creusée dans un sol argileux, une excavation de 12 m de longueur contenait quatre fours gaulois dont trois montraient encore une voûte pratiquement intacte, tandis que le quatrième four a été arasé jusqu'à la sole.
Le site a aussi livré des dépôts contenant des traces de présence particulièrement développée du chien, dont certains vestiges indiquent des prélèvements de viande et/ou de peaux.
Il existe de nombreux établissements laténiens dans les environs, dont une grande ferme de la Tène finale à la ZAC de Beaulieu (partie ouest de Caen, 3,5 km au sud de Saint-Contest, fouilles préventives en 1997) ; un site au Chemin Fourchu à la Folie-Couvrechef, rue des Acadiens ; un site à la ZAC de l'Abbaye Saint-Germain-la-Blanche-Herbe (3,5 km au nord-ouest de Saint-Contest) ; des fonds de cabanes et fossés et une nécropole franque près du chemin Saulnier (chemin rural no 12) à Sannerville (15 km à l'ouest de Saint-Contest)… Depuis les années soixante-dix, une quinzaine de sites de la fin de l'Âge du fer ont été étudiés sur le plateau au sud-est de Caen.

### Antiquité
Une villa gallo-romaine a été détectée par photographie aérienne en 1987 à plus de 700 m du Clos de Bitot.
On trouve également un temple et de nombreuses céramiques au lieu-dit Le Mesnil de Baron à Baron-sur-Odon (10 km au sud-ouest de Saint-Contest).

### Moyen-Âge
L'église est bâtie du XIe au XIVe siècle. Gautier d'Aignaux, seigneur de Saint-Contest, fait don de l'église à l'abbaye d'Ardenne en 1207. Le don comprend les dîmes de Buron, de Mâlon, de Bitôt et de Saint-Contest.
Les d'Aignaux sont seigneurs du fief de Saint-Contest jusqu'au XVe siècle.[réf. nécessaire]

### Temps modernes
La famille de Nollent succède au d'Aignaux du XVe au XVIIe siècle. Puis la famille de Barberie du XVIIe siècle jusqu'à la Révolution de 1789.

### Époque contemporaine

#### XXesiècle
L'opération Charnwood est l'offensive alliée à l'ouest de Caen qui devait libérer la ville. Le 7 juillet 1944, les Allemands résistent malgré les nombreux bombardements. La 59e division Staffordshire et les chars du 1st East Riding Yeomanry mènent l'offensive au sol. Les soldats canadiens affrontent la SS de la 12e SS Panzerdivision dans Buron. Le renfort d'une compagnie du 5th Battaillon East Lancashire Fusiliers ne suffit pas. Le lendemain, 8 juillet, l'assaut reprend avec l'appui des Churchill Crocodile  lance-flammes. Le 9 juillet, la ville est libérée après de sanglants combats. Le village et l'église sont très endommagés. Des stèles rappellent ces combats, notamment celle de la place des Canadiens à Buron où se déroule une cérémonie chaque 9 juillet en présence de vétérans canadiens.
En 1949, la commune est décorée de la croix de guerre 1939-1945, avec citation pour son lourd tribut payé à sa libération et à la bataille de Caen.
La commune connait une forte croissance démographique dans la seconde partie du XXe siècle et plus particulièrement depuis les années 1980. Cela s'explique par la construction de nombreuses maisons pavillonnaires au sein de lotissements dans les différents hameaux.

## Politique et administration

### Liste des maires
C'est le 8 novembre 1792 que fut nommé à Saint-Contest le premier officier public : Marin Bénoist (une rue de Buron porte son nom).
Le conseil municipal est composé de vingt-trois membres dont le maire et cinq adjoints.

### Jumelage
Marchwood (Grande-Bretagne)
 Kilcullen (Irlande)

### Canton
La commune fait partie du canton de Caen-2, dont les conseillers généraux sont Patrick Jeannenez et Stéphanie Yon-Courtin (union de la droite).

## Enseignement
La commune est dotée d'une école maternelle et élémentaire Jean-de-La Fontaine et d'une crèche halte-garderie.

## Démographie
L'évolution du nombre d'habitants est connue à travers les recensements de la population effectués dans la commune depuis 1793. Pour les communes de moins de 10 000 habitants, une enquête de recensement portant sur toute la population est réalisée tous les cinq ans, les populations de référence des années intermédiaires étant quant à elles estimées par interpolation ou extrapolation. Pour la commune, le premier recensement exhaustif entrant dans le cadre du nouveau dispositif a été réalisé en 2006.
En 2022, la commune comptait 2 459 habitants, en évolution de −2,03 % par rapport à 2016 (Calvados : +1,58 %, France hors Mayotte : +2,11 %).
| 1793 | 1800 | 1806 | 1821 | 1831 | 1836 | 1841 | 1846 | 1851 |
| ---- | ---- | ---- | ---- | ---- | ---- | ---- | ---- | ---- |
| 455  | 455  | 868  | 890  | 897  | 926  | 955  | 933  | 894  |

| 1856 | 1861 | 1866 | 1872 | 1876 | 1881 | 1886 | 1891 | 1896 |
| ---- | ---- | ---- | ---- | ---- | ---- | ---- | ---- | ---- |
| 885  | 840  | 857  | 757  | 711  | 707  | 683  | 660  | 567  |

| 1901 | 1906 | 1911 | 1921 | 1926 | 1931 | 1936 | 1946 | 1954 |
| ---- | ---- | ---- | ---- | ---- | ---- | ---- | ---- | ---- |
| 503  | 493  | 457  | 431  | 462  | 504  | 558  | 418  | 573  |

| 1962 | 1968 | 1975 | 1982  | 1990  | 1999  | 2006  | 2011  | 2016  |
| ---- | ---- | ---- | ----- | ----- | ----- | ----- | ----- | ----- |
| 647  | 766  | 810  | 1 100 | 1 541 | 1 989 | 2 349 | 2 497 | 2 510 |

| 2021  | 2022  | - | - | - | - | - | - | - |
| ----- | ----- | - | - | - | - | - | - | - |
| 2 487 | 2 459 | - | - | - | - | - | - | - |

## Économie
La commune regroupe près de cent entreprises, pépinières, cultures maraîchères, agriculture, zones d'activités : Le clos Barbey et Parc Athéna, siège d'HPE (habitation à loyers modérés Porte de l'Europe), laboratoire départemental Franck-Duncombe (Labéo).
Depuis 2002, elle est le siège de la Chambre de commerce et d'industrie de Caen, qui gère notamment le port de plaisance, le port de Caen-Ouistreham et le port de pêche de Port-en-Bessin, ainsi que l'aéroport de Caen - Carpiquet.
Y est également implanté le siège des Ports de Normandie. Cette autorité portuaire a pour mission de gérer et d'aménager le domaine portuaire, de garantir la sécurité et la sûreté des accès nautiques et de mettre en œuvre une politique de développement durable pour les trois ports normands de Caen-Ouistreham, Cherbourg et Dieppe.

## Transport
La commune est traversée par la route départementale 22 (route de Creully) et la route départementale 79 (ancien route de Courseulles-sur-Mer).
Elle est desservie par le réseau Twisto géré par la communauté urbaine. Elle est desservie par la ligne 23 (Bourg, Buron) et par la ligne 7 (Mâlon). Elle est également desservie à la marge par les lignes 6A et 6B (parcs d'activités limitrophes de Caen).
Le projet d'extension du réseau du tramway de Caen, d'ici 2029, prévoit deux stations à la limite entre Caen et Saint-Contest (boulevard Maréchal-Juin) sur la nouvelle ligne T4 : 
- la station Colline aux Oiseaux au sud du rond-point de la route de Rosel et de l'avenue Amiral-Mountbatten ;
- la station-terminus de Saint-Contest - Athéna, au sud du ront-point du Débarquement.

## Culture locale et patrimoine

### Lieux et monuments
- Monument aux morts place des Canadiens (Buron).
- Manoir de Mâlon à 1 km au nord-est, près de la D 79. Logis d'un château du XIVe siècle, remanié, flanqué d'une tourelle polygonale à usage d'escalier englobé dans une demeure du XVIIIe siècle (v. 1785) qui a été endommagée en 1944, puis restaurée[40].
- L'église Saint-Contest des XIe et XIVe siècles, restaurée après 1944 : chœur à chevet plat décoré d'arcatures aveugles et clocher XIIe, nef fin XIIIe ; autel et retable XVIIe dans le croisillon nord ; dans la chapelle nord, retable et statue de Vierge à l'Enfant XVIIe, de chaque côté statues de saint Joachim et de sainte Anne, Christ XVIIe-XVIIIe, fonts baptismaux XVIIe-XVIIIe. L'édifice est classée au titre des monuments historiques par liste de 1840[41].
- La tour TDF, visible de loin, elle est le symbole de la commune. Émetteur FM (M Radio et BFM Business) et relais de téléphonie mobile des quatre opérateurs.
- Le calvaire érigé en 1895 au rond point de la route départementale 22.

### Personnalités liées à la commune
- Dominique-Claude Barberie de Saint-Contest (1668-1730), marquis de Saint-Contest, diplomate.
- François-Dominique Barberie de Saint-Contest (1701-1754), marquis de Saint-Contest, ministre des Affaires étrangères du 11 septembre 1751 au 24 juillet 1754.
- Robert Ménégoz (Saint-Contest, 1926 - 2013), réalisateur.